# Шість куль
Шість куль (англ. 6 Bullets) — американський бойовик 2012 року режисера Ерні Барбараша.
Події, зображені у фільмі, відбуваються в Молдові, хоча знімання відбувалося у Румунії, в Бухаресті.

## Сюжет
Колишній найманець, а нині приватний детектив Самсон Гал (Жан-Клод Ван Дам), займається розшуком і порятунком дітей. Йому надходить замовлення, розшукати зниклу доньку Ендрю Файдена, який є знаменитим бійцем зі змішаних єдиноборств. Відомо тільки, що дитина була викрадена невідомими, а викуп досі ніхто не зажадав. Самсон береться за цю справу, але йому необхідно докласти максимум зусиль і всі свої навички. Він встановлює, що викрадачі займаються торгівлею людьми, особливо молоденькими дівчатами, і повертати дитину явно ніхто не збирається. Самсону доведеться зіткнутися з цілою налагодженою системою, від викрадення до транспортування, і збуту живого товару, в якій замішані не тільки звичайні злочинці, а й високопоставлені особи держави, що ускладнює виконання завдання.

## У ролях
| Актор                   | Роль             |
| ----------------------- | ---------------- |
| Жан-Клод Ван Дам        | Самсон Гал       |
| Джо Фланіган            | Ендрю Файден     |
| Анна-Луїза Плауман      | Моніка Файден    |
| Шарлотта Бомонт         | Беккі Файден     |
| Стів Ніколсон           | інспектор Квітко |
| Уріель Еміль            | Влад             |
| Луїс Демпсі             | Стелу            |
| Марк Льюїс              | Богданов         |
| Крістофер Ван Варенберг | Селвін Гал       |
| Б'янка Брі              | Амалія           |

## Прокат
Фільм вийшов у прокат лише в Об'єднаних Арабських Еміратах. В прокаті зібрав $99,861 (на 3 березня 2013). Продавався на ДВД та онлайн (Direct-to-video).
На DVD вийшов у Region 1 в США 11 вересня 2012 компанією Sony Pictures Home Entertainment. У Великій Британії на DVD вийшов StudioCanal в Region 2 трохи пізніше — 1 жовтня 2012.

## Цікавий факт
- У фільмі знімаються син та дочка Ван Дама — Б'янка та Кріс.